# Hautot-sur-Seine
Hautot-sur-Seine – miejscowość i gmina we Francji, w regionie Normandia, w departamencie Sekwana Nadmorska. Przez miejscowość przepływa Sekwana. 
Według danych na rok 1990 gminę zamieszkiwało 360 osób, a gęstość zaludnienia wynosiła 167 osób/km² (wśród 1421 gmin Górnej Normandii Hautot-sur-Seine plasuje się na 562. miejscu pod względem liczby ludności, natomiast pod względem powierzchni na miejscu 880.).